# صدر (چالدران)
صدر یک منطقهٔ مسکونی در ایران است که در دهستان چالدران جنوبی واقع شده‌است. براساس سرشماری مرکز آمار ایران در سال ۱۳۹۵، صدر ۱۳۱ نفر جمعیت دارد.